# Grumman F-14
O Grumman F-14 Tomcat é um caça supersônico, impulsionado por dois motores, provido de asas de geometria variável e tripulado por dois elementos.
Projetado e produzido pela Grumman Aerospace Corporation para a Marinha dos Estados Unidos, ele foi criado para suplantar o McDonnell Douglas F-4 Phantom II.
Ao longo de trinta e cinco anos de serviço ativo, a bordo dos porta aviões norte americanos, foi provavelmente o caça de superioridade aérea mais importante da chamada guerra fria. Responsável pela defesa aérea da frota, tinha como missão secundária a escolta de outras unidades aéreas em missão de ataque e já no final da sua vida operacional veio a revelar ser uma extraordinária plataforma para a função de ataque ao solo com precisão.
Já retirado do inventário da Marinha dos Estados Unidos, desde o terceiro trimestre de 2006, continua em atividade no Irã, contudo são desconhecidos o número de unidades operacionais, bem como em que condições se encontram.

## Desenvolvimento

### Origens
As origens do projeto remontam à década de 1950, nessa época McDonnell Douglas fez a proposta ao governo norte americano de um "missileer" (avião porta-mísseis) que fosse capaz de defender as embarcações americanas contra ataques realizados por bombardeiros soviéticos de longo alcance o que causou o nascimento do F6D Missileer, ele foi projetado como avião de patrulha subsônico, cujos mísseis poderiam destruir as aeronaves inimigas antes que atacassem a força-tarefa ou o comboio, para garantir superioridade sobre os aparelhos soviéticos cada F6D deveria levar seis mísseis Eagle de longo alcance sob as asas e mais dois sob a fuselagem. O projeto foi interrompido no final de 1960, mas os princípios básicos do projeto foram usados no desenvolvimento do F-111B, que voou em 1965.

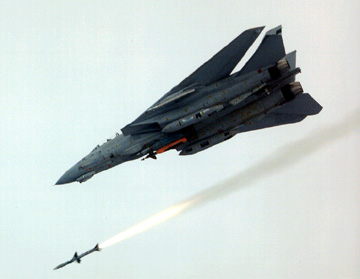
Um F-14 disparando um míssil AIM-7 Sparrow.

O F-111B era a versão produzida para a Marinha do modelo de geometria variável General Dynamics F-111, este por sua vez teve origem na concorrência para o TFX, aparelho polivalente que deveria preencher tanto os requisitos da Força Aérea para um interceptador de baixa altitude quanto os da Marinha para um caça de defesa da frota (no lugar do F-4 Phantom II). O F-111B teve de superar vários problemas ao longo de seu desenvolvimento, sendo o mais sério um contínuo aumento de peso, em Outubro de 1967 a Grumman apresentou a proposta de um projeto menor e mais leve que o F-111B, tratava-se de um aparelho completamente novo, que conservava o sistema AWG-9 e os mísseis Phoenix (previstos para o F-111B) porém o novo projeto ofereceria desempenho superior ao F-111B.

### Desenvolvimento conturbado
Em Julho de 1968 a Marinha americana abriu concorrência para um novo caça (intitulado projeto VFX) para substituir o F-111B, a Grumman venceu a concorrência no início de 1969 com o seu novo projeto que viria a ser chamado F-14A. O voo inaugural foi feito na fábrica de Calverton (EUA) em 21 de Dezembro de 1970 com os pilotos Bob Smyth (piloto da Grumman) e Bill Miller (piloto do projeto F-14) no assento traseiro, nove dias após seu voo inaugural o avião caia após perda total de controle dos comandos causada por fadiga no material da tubulação hidráulica, os tripulantes salvaram-se utilizando os assentos ejetores mas o F-14 ficou totalmente destruído. Na correção do projeto os tubos de aço foram substituídos por tubos de titânio e o segundo F-14 fez seu voo inaugural em Maio de 1971.
No decorrer de seu desenvolvimento aconteceram mais dois acidentes, em 30 de Junho de 1972 Bill Miller morreu, seu avião (número 10) caiu no mar enquanto ele treinava para apresentar-se numa exposição, e em 20 de Julho de 1973 um F-14 pilotada por pilotos da Marinha incendiou-se ao ir de encontro com um míssil Sparrow desarmado que ele mesmo havia lançado, não houve mortes nesse acidente pois os pilotos conseguiram escapar usando os assentos ejetores mas depois desse acidente o sistema propulsor dos mísseis foi revisto e passou a ser mais potente.

## Utilizadores

### Entrando em operação
Os primeiros F-14A começaram a ser entregues a marinha americana em Outubro de 1972, sendo que as duas primeiras esquadrilhas VF-1 e VF-2 foram entregues a base aérea de Miramar (Califórnia) e embarcadas no porta aviões Enterprise em Setembro de 1974.
Em 1981 o F14-A equipou a esquadrilha de testes e avaliação VX-4 em Point Mugu (Califórnia), no mesmo ano ele equipou também as esquadrilhas das frotas VF-51, VF-111 e VF-124 de Miramar e VF-32, VF-41, VF-84, VF-101 e VF-142 em Oceana (Virgínia). No início dos anos 1980 a Marinha americana pretendia adquirir um total de 521 aeronaves para equipar dezoito esquadrilhas, mesmo estando a produção limitada a 30 aeronaves/ano.

### O F-14A no Irã

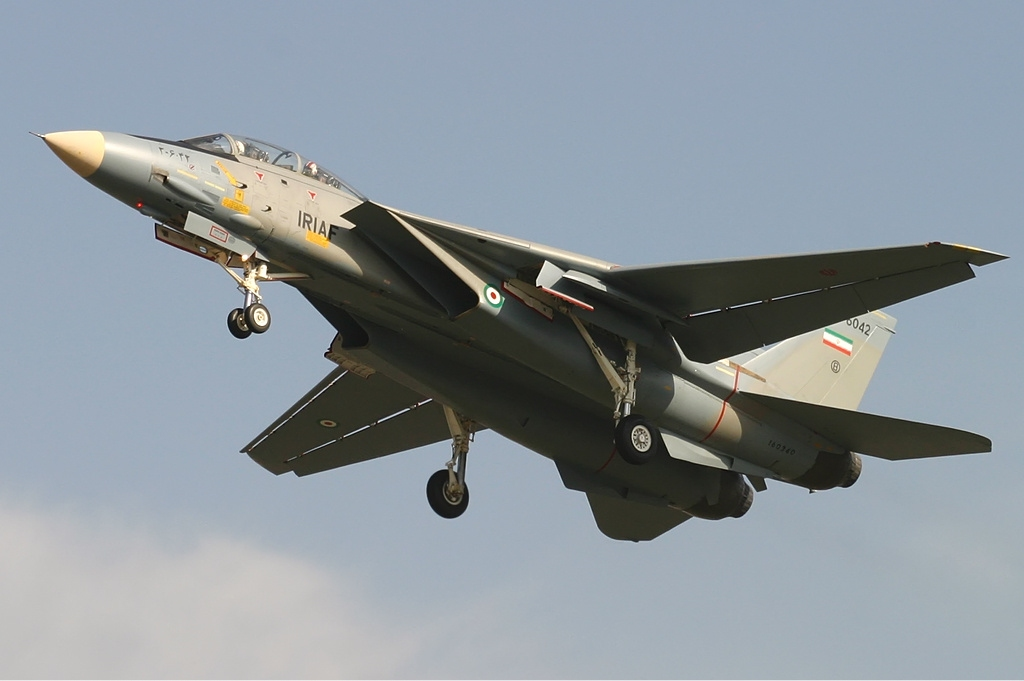
Um F-14A iraniano.

A escolha e compra do F-14A por parte do Irã foi feita para desencorajar os sobrevôos do seu território pelo MIG-25 Foxbat, do seu vizinho fronteiriço ao norte, a ex União Soviética. Quando em  maio de 1972, Richard Nixon o presidente dos Estados Unidos à época visitou oficialmente o Irã, foi questionado pelo líder Iraniano, Xá Mohammad Reza Pahlevi, sobre qual o equipamento mais adequado que os Estados Unidos poderiam fornecer para interceptar tal aeronave, que se mostrava invulnerável, perante os F-5E e F-4 Phantom II. A resposta dada foi coerente com o comportamento anterior: fornecer tudo o que de melhor os Estados Unidos poderiam disponibilizar, criando assim uma potência regional na zona de influência do Golfo Pérsico e um adversário credível nas intenções do bloco Soviético, em se expandir na direção Sul. Para tal foi colocada à disposição a opção F-15 Eagle ou a alternativa F-14A.
O fato acima descrito é contudo apenas metade do que verdadeiramente se passou, na realidade desde a parte final da década de 1950 que a Força Aérea Imperial do Irã e a própria USAF se dedicavam a efetuar em regime de cooperação, voos de reconhecimento altamente secretos sobre o território Soviético. Inicialmente recorrendo a aeronaves ligeiras, ou de transporte comercial, posteriormente utilizando aeronaves especializadas na função, como o RF-4E. Os quais foram severamente castigados quer pelo uso de interceptores quer por fogo antiaéreo Soviético, estando por explicar por que razão os Estados Unidos, substituíam de imediato as aeronaves perdidas, recorrendo ao seu próprio inventário desconhecendo-se em absoluto a quantidade de aeronaves fornecidas, também se mantém de alguma forma obscuro o fato de os sistemas de reconhecimento utilizados, estarem debaixo de um apertado e exclusivo controle norte-americano.
Foram vendidos oitenta aeronaves ao Irã na década de 1970 mas com a revolução iraniana e a queda do Xá interrompeu-se a assistência técnica e o suprimento de peça de reposição. Durante a Guerra Irã-Iraque, os iranianos utilizaram seus F-14 de forma extensa e com grande êxito, produzindo vários ases, como Jalil Zandi. Nas décadas seguintes, devido a sanções e a dificuldade em conseguir peças de reposição, a manutenção destas aeronaves foi ficando muito difícil ao ponto de que, no começo da década de 2020, pouquíssimos F-14 ainda estavam operacionais.
Em junho de 2025, Israel lançou uma série de ataques aéreos contra o Irã, destruindo alguns dos últimos F-14 operacionais no mundo.

### Esquadrilhas utilizadoras
- Marinha dos Estados Unidos

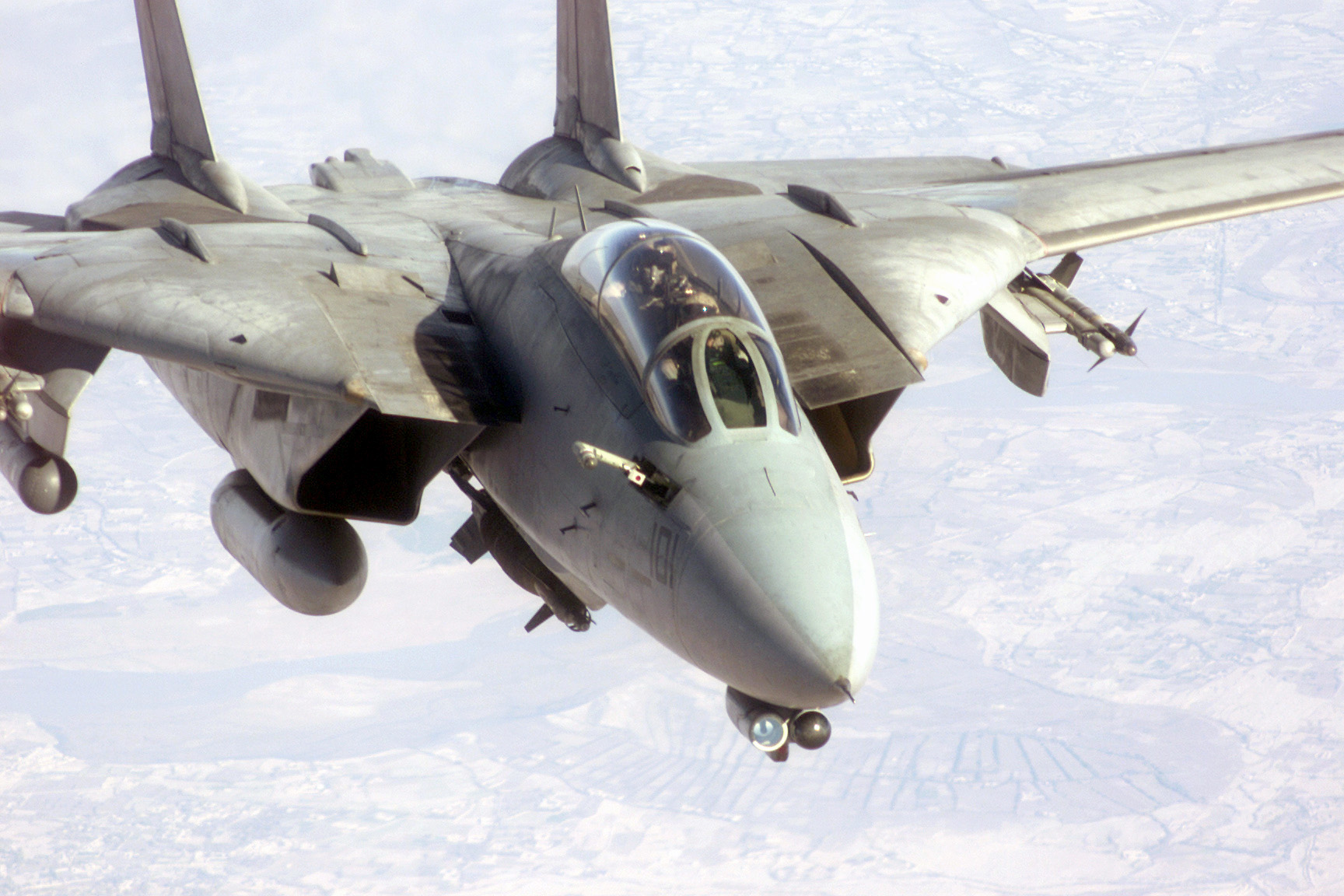
Um F-14 Tomcat da marinha americana.

VF-1 Wolfpack, VF-2 Bounty Hunters, VF-11 Red Rippers, VF-14 Top Hatters, VF-21 Freelancers, VF-24 Fighting Renegades, VF-31 Tomcatters, VF-32 Swordsmen, VF-33 Starfighters, VF-41 Black Aces, VF-51 Screaming Eagles, VF-74 Bedevilers, VF-84 Jolly Rogers, VF-101 Grim Reapers, VF-102 Diamondbacks, VF-103 Sluggers, VF-111 Sundowners, VF-114 Aardvarks, VF-124 Gunfighters, VF-142 Ghostriders, VF-143 Pukin' Dogs, VF-154 Black Knights, VF-191 Satan's Kittens, VF-194 Red Lightnings, VF-201 Hunters, VF-202 Superheats, VF-211 Fighting Checkmates, VF-213 Black Lions, VF-301 Devil's Disciples, VF-302 Stallions, VX-4 Evaluators
- NASA

A NASA, utilizou de modo temporário dois F-14A Tomcat no centro de pesquisa Dryden localizado na Base Aérea de Edwards. O primeiro dos quais (BuNo 157991) ao qual foi atribuído o número de cauda (da NASA) 991, foi utilizado na investigação do voo a baixa altitude e ângulos de ataque em condições de voo axiais assimétricas, entre 8 de agosto de 1979 e setembro de 1985, quando foi novamente devolvido à Marinha. A segunda unidade (BuNo 158613) número de cauda (da NASA) 834, foi utilizado entre 8 de abril de 1974 e setembro de 1987, na pesquisa de atitudes e transição de voo relacionadas com a utilização das asas de geometria variável.
- IIAF/IRIAF (Força Aérea do Irã)

### Potenciais utilizadores
Além do Irã, seis outros potenciais clientes mostraram interesse no F-14, chegando a receber informação oficial e específica, foram eles: Arábia Saudita, Israel, Japão, Austrália, Canada e Espanha. Os três primeiros países optaram pelo F-15 Eagle e os três últimos escolheram o F/A-18 Hornet.
Os países do Oriente Médio representavam um lucrativo e potencial mercado, principalmente a Arábia Saudita, a qual em termos geográficos e perfil defensivo, era bastante semelhante às condições do Irã, a Grumman esperava assim conseguir um número apreciável de vendas para o seu F-14. Porém uma "equipe de vendas mais experiente e enérgica", a que não será alheia a preferência do Pentágono, fez pender a decisão para o lado da McDonnell Douglas e o seu F-15 Eagle, o qual conseguiu exportações superiores a 400 aeronaves, apenas entre os três primeiros países citados. Por outro lado o preço de aquisição das aeronaves, mas sobretudo o custo da sua manutenção, teria afastado os outros potenciais clientes. Apesar de parecer estranho que apenas o Irã e a Marinha dos Estados Unidos, tenham usufruído de um caça único e sem rival na interceptação e combate aéreo de longo alcance, provavelmente o êxito das vendas e utilização pela Força Aérea Imperial do Irã, fica a dever-se ao fascínio do Xá Reza Pahlevi, pela tecnologia militar e por ele próprio ter sido um piloto.

## Tecnologia

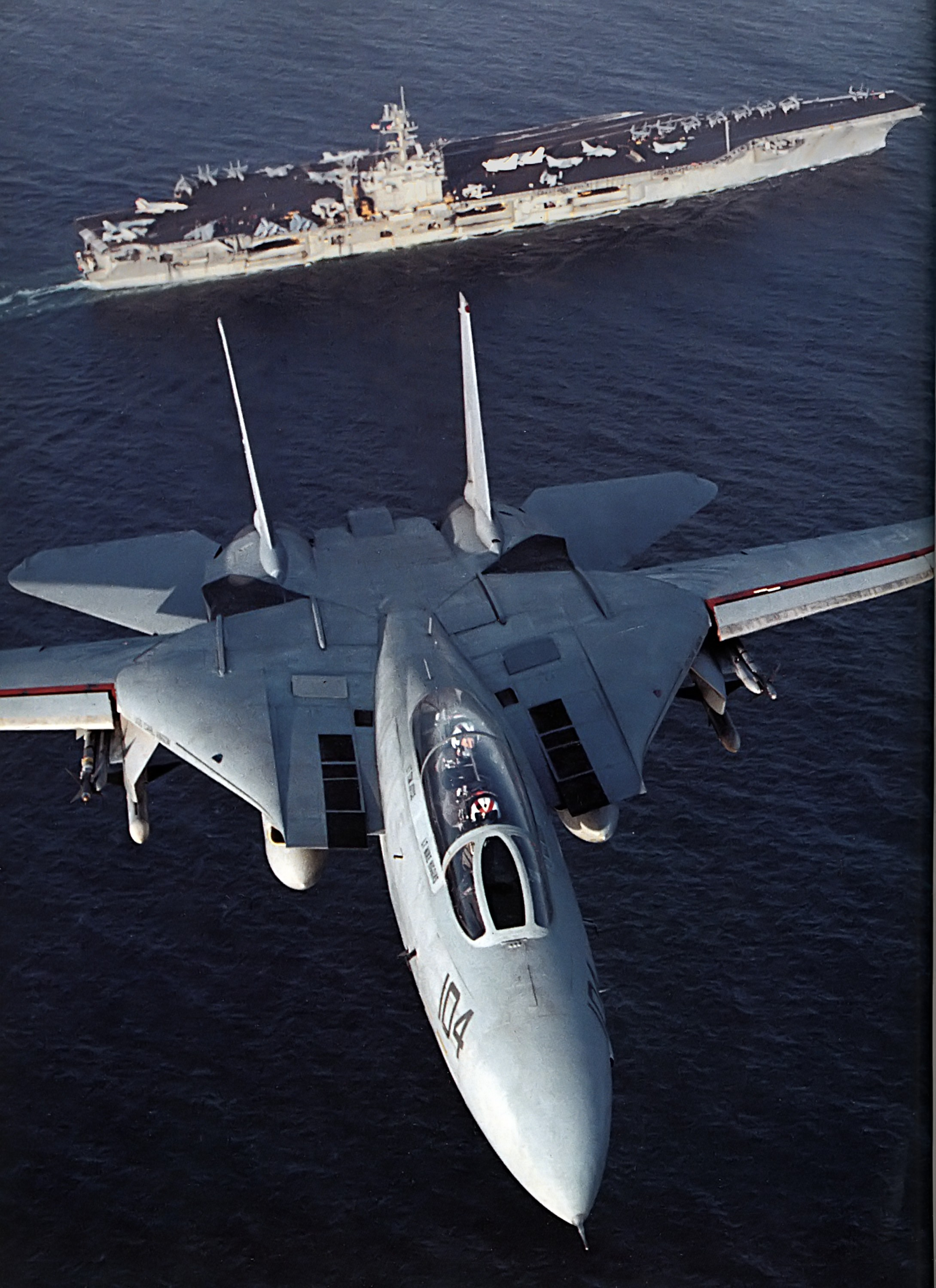
Um F-14 voando a partir do porta-aviões USS Carl Vinson.

### Projeto básico
O F-14 Tomcat em seu projeto básico é um biplace em tandem impulsionado por dois turbofans Pratt & Whithney TF-30-P-414 de 9.480Kg de empuxo, com pós queimadores em carenagens montadas na fuselagem. Estas apresentam na frente um complexo sistema de tomadas de ar quadradas de geometria variável e atrás, bocais divergentes/convergentes também variáveis. A empenagem traz dupla deriva, destinada a compensar qualquer falha súbita de empuxo numa das turbinas quando em velocidade máxima.

### Enflechamento variável
O F-14 Tomcat é o segundo avião produzido em série no Ocidente a usar enflechamento variável, o projeto de suas asas foi baseado na chamada "articulação externa" que fora desenvolvida pela NASA com a função de minimizar a variação na estabilidade do aparelho a medida que as partes móveis se fecham, essa tecnologia oferece vantagens especiais num caça naval, sob o enflechamento mínimo (20º no bordo de ataque) ele tem bom desempenho de decolagem e aterrissagem, grande raio de ação subsônico e elevada autonomia para patrulhamento aéreo, já sob o enflechamento máximo (68º) ele adquire admirável desempenho supersônico com repostas mínimas a lufadas em missões de penetração a alta velocidade e baixa altitude, na posição de super enflechamento (75º) o mesmo reduz a envergadura permitindo melhor acomodação no hangares dos porta aviões.

### Refinamentos tecnológicos
A superfície triangular existente no bordo de ataque na parte fixa de cada asa é um dos seus refinamentos tecnológicos, sua finalidade é compensar o deslocamento do centro aerodinâmico para trás, a velocidades muito altas estendendo-se ao máximo a Mach 1,5, esse elemento pode ser operado manualmente para melhorar a manobrabilidade do F-14.
O radar Hughes AWG-9 pode atuar nas configurações de pulso e pulso-Doppler, numa operação de detecção e varredura que lhe permite monitorar 24 campos simultaneamente, enquanto o computador planeja ataques a seis alvos contidos nesses campos, o radar detecta bombardeiros a 315 km, caças a 215 km e pequenos mísseis teleguiados de cruzeiro a mais de 120 km

## Produção e variantes

### F-14A

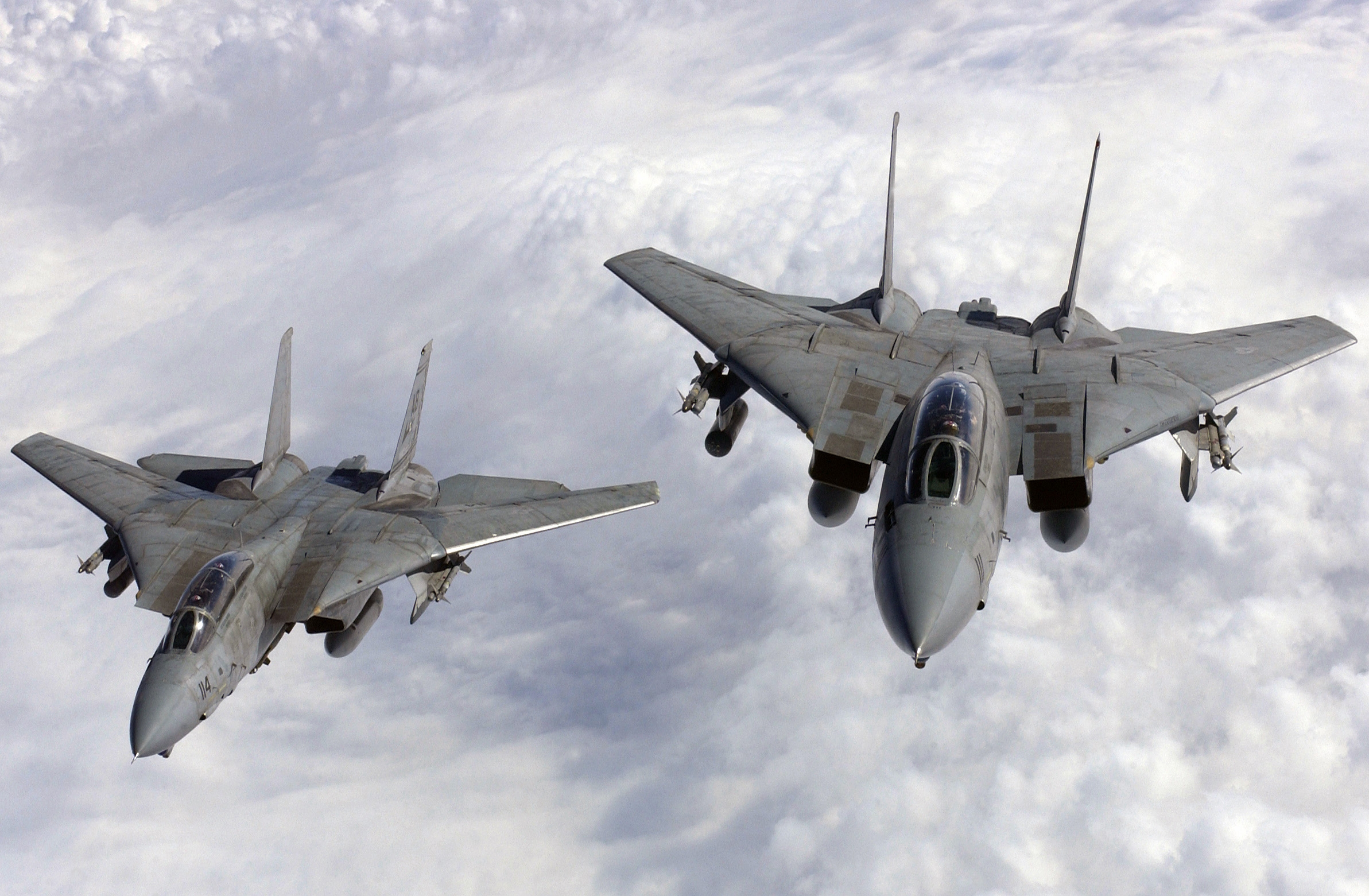
Dois F-14A;

Versão de série para a marinha americana e força aérea iraniana, com dois turbofans Pratt & Whitney TF-30-P-412A de 9 480 kg de empuxo e pós queimadores (521 aeronaves para a marinha americana e 80 aeronaves para o Irã).

### F-14A TARPS
Igual ao F-14A, mas com inclusão de TARPS no ventre da fuselagem (49 conversões planejadas). O TARPS (tactical airborne reconnaissance pod system, sistema tático de casulo de reconhecimento aéreo) consiste num sistema que contém uma câmara KS-87B, outra panorâmica KA-99 e um varredor infravermelho AAD-5, a marinha americana planejava equipar alguns F-14 com casulos de reconhecimento (TARPS) substituindo temporariamente os Rockwell RA-5C Vigilante e Vought RF-8G Crusader.

### F-14B
Igual ao F-14A, mas com turbofans Pratt & Whitney F401 com pós queimadores e 12 745 kg de empuxo.

### F-14C
F-14B proposto com eletrônica aperfeiçoada.

### F-14D
F-14B proposto com otimização para combate a curto e médio alcance, estrutura aerodinâmica simplificada, radar leve.

### Super Tomcat
Designação dada ao F-14A com turbinas General Electric F101DFE de 13 150 kg de empuxo em lugar do TF-30.

## Especificações e armamento
Dados recolhidos das seguintes fontes: Jane's All the World's Aircraft 1982-83, M.A.T.S., MILAVIA e Marinha dos Estados Unidos.
- Tripulação: 2 (piloto e operador de radar)
- Função: Caça embarcado de superioridade aérea.
- Fabricante: Grumman Aerospace Corporation
- Preço p/ unidade: 38 milhões de dólares (F-14A preços da década de 1970)
- Propulsão: (F-14A) - 2x turbofans Pratt & Whitney TF30-P-414A, com  68kn de potência estática e 112 kn com pós-combustão ligada, por motor.
 (F-14B/D) - 2x turbofans General Electric-F110-GE-400, com  73,9 kn de potência estática e 120,49 kn com pós-combustão ligada, por motor.
- velocidade máxima:: Mach 2,34 (2 485 km/h) a grande altitude
- Velocidade máxima de cruzeiro: Mach 0,72
- Veloc. de aprox. ao porta-aviões: 231,5 km/h

### Armamento
Vem equipado com um canhão de 20mm M 61 Vulcan com 675 projéteis, para além de 10 pontos para a fixação de até 6500 kg em mísseis, bombas ou tanques extras de combustível. Podia lançar uma vasta lista de bombas e mísseis como o AIM 54 (de longo alcance), AIM 7 (médio alcance) e o famoso AIM 9 (curto alcance), podendo também bombas guiadas por laser e JDAM'S (bombas com um kit especial que as deixa incrivelmente precisas).[carece de fontes?]

## Operadores
Atualmente
- Irã

Aposentado
- Estados Unidos